# إيشانلر
إيشانلر (بالفارسية: ایشانلر) هي قرية تقع في غلستان في إيران. يقدر عدد سكانها بـ 480 نسمة بحسب إحصاء 2016.